# Reaccions internacionals a les eleccions presidencials dels Estats Units de 2020
Les reaccions internacionals als anuncis del 7 de novembre de 2020 de les principals cadenes de notícies que els polítics demòcrates Joe Biden i Kamala Harris havien guanyat les eleccions presidencials dels Estats Units de 2020 que van sorgir a tot el món, incloses personalitats, estats sobirans i altres institucions. Nombrosos líders estrangers han enviat a Biden i Harris missatges d'optimisme sobre la possibilitat de treballar junts.

## Organitzacions intergovernamentals i internacionals

### Reaccions positives
- Unió Africana – El president de la Comissió d'Unió Africana Moussa Faki (2017–actual)[3]
- Comunitat del Carib – El president Ralph Gonsalves (2020–actual)[4]
- Administració Central Tibetana
  - Primer ministre Lobsang Sangay (2012–actual)[5]
  - Exdalai-lama Tenzin Gyatso (1959–2012)[6]
- Unió Europea
  - Presidenta de la Comissió Europea Ursula von der Leyen (2019–actual)[7]
  - President del Consell Europeu Charles Michel (2019–actual)[7]
  - Alt representant de la Unió Europea per a Afers exteriors i Política de Seguretat Josep Borrell (2019–actual); Borrell va cridar Biden victòria un "dia Gran per [el] ENS i Europa" i va compartir les seves esperances "de reconstruir" l'ENS–societat d'UE.[8]
- International Humanist and Ethical Union – El president Andrew Copson (2015–actual).[9]
- Internacional Liberal – La presidenta Hakima El Haite (2018–actual).[10]
- Organització del Tractat de l'Atlàntic Nord – Secretari General Jens Stoltenberg (2014–actual).[11]
- Organització dels Estats Americans – Secretari General Luis Almagro (2015–actual)[12]
- Aliança Progressista[13]
- Internacional Socialista[14]
- Organització de les Nacions Unides
  - Elizabeth M. Cousens, és l'actual Presidenta i Directora General de la Fundació de les Nacions Unides.[15]
  - Els representants de l'Organització Mundial de la Salut van felicitar Biden per la seva victòria i van declarar que "esperen amb interès que els Estats Units cancel·lin els plans d'abandonar l'organisme".[16]
- Congrés Mundial Jueu – El president Ronald Lauder (2007–actual)[17]

### Crítiques
- Global Greens – L'organització no va felicitar Biden o Trump, sinó que va decidir solidaritzar-se al Partit Verd dels Estats Units, escrivint: "Ara, més que mai, és crític tenir veus de tercers com els Verds als Estats Units".[cal citació]

## Estats sobirans

### Felicitacions als demòcrates
Els 10 primers
- Fiji - El primer ministre Frank Bainimarama fou el primer líder mundial en felicitar Joe Biden per la seva victòria electoral, onze hores abans que s'anunciés la victòria de Biden.[18][19]
- Zimbàbue - El president de Zimbàbue, Emmerson Dambudzo Mnangagwa fou el segon líder mundial i el primer després de l'anunci oficial que es va pronunciar. El va felicitar en "en nom de tots els zimbabuesos" i que "Zimbàbue li desitja tot l'èxit en el lideratge del poble americà. Espero treballar amb vostès per a millorar la cooperació entre les nostres dues nacions".[20]
- Irlanda - El primer ministre Micheál Martin felicita al "nou president electe dels Estats Units Joe Biden que ha estat un veritable amic d'aquesta nació durant tota la seva vida i espero amb interès treballar amb ell en els pròxims anys. També espero donar-li la benvinguda a casa quan les circumstàncies ho permetin".[21]
- Maldives - El president de la República Ibrahim Mohamed Solih fou el quart líder en felicitar-lo.[22]
- Canadà - El primer ministre Justin Trudeau fou el cinqué en felicitar-lo i el primer en felicitar també a la que serà la vicepresidenta dels Estats Units Kamala Harris.[23]
- Grècia - El primer ministree Kiriakos Mitsotakis.[24]
- Barbados - La primera ministre Mia Amor Mottley és la segona en felicitar també a Kamala Harris, en que destaca que ella serà "la primera dona i persona de color a mantenir aquesta posició".[25]
- Montenegro - El president Milo Đukanović.[26]
- Malta - El primer ministre Robert Abela.[27]
- Bèlgica - El primer ministre Alexander De Croo.[28]

#### Àfrica
- Angola – President João Lourenço (2017–actual)[29]
- Botswana – President Mokgweetsi Masisi (2020–actual)[30]
- Burkina Faso – President Roch Marc Christian Kaboré (2015–actual)[31]
- Burundi – President Evariste Ndayishimiye (2020–actual)[32]
- Camerun – President Paul Biya (1982–actual)[33]
- Cap Verd
  - President Jorge Carlos Fonseca (2011–actual)[34]
  - Primer ministre Ulisses Correia e Silva (2016–actual)[34]
- Comores – President Azali Assoumani (2016–actual)[35]
- Costa d'Ivori – President Alassane Ouattara (2010–actual)[36]
- Djibouti – President Ismail Omar Guelleh (1999–actual)[37]
- Egipte – President Abdel Fattah el-Sisi (2014–actual)[38]
- Eritrea – President Isaias Afwerki (1993–actual)[cal citació]
- Eswatini – Primer ministre Ambrose Mandvulo Dlamini (2018–actual)[39]
- Etiòpia – Primer ministre Abiy Ahmed (2018–actual)[40]
- Gabon – President Ali Bongo Ondimba (2009–actual)[41]
- Gàmbia – President Adama Barrow (2017–actual)[42]
- Ghana – President Nana Akufo-Addo (2017–actual)[11]
- Guinea – President Alpha Condé (2010–actual)[43]
- Guinea Bissau – President Umaro Sissoco Embaló (2020–actual)[44]
- Kenya – President Uhuru Kenyatta (2013–actual)[45]
- Libèria – President George Weah (2018–actual)[46]
- Líbia – President Fayez al-Sarraj (2016–actual)[47]
- Madagascar – President Andry Rajoelina (2019–actual)[48]
- Malawi – President Lazarus Chakwera (2020–actual)[49]
- Mali – President Bah Ndaw (2020–actual)[50]
- Mauritània – President Mohamed Ould Ghazouani (2019–actual)[51]
- Moçambic – President Filipe Nyusi (2015–actual)[52]
- Namíbia – President Hage Geingob (2015–actual)[53]
- Níger – President Mahamadou Issoufou (2011–actual)[54]
- Nigèria – President Muhammadu Buhari (2015–actual)[38]
- Ruanda – President Paul Kagame (2000–actual)[55]
- República Àrab Sahrauí Democràtica – President Brahim Ghali (2016–actual)[56]
- República del Congo – President Denis Sassou Nguesso (1997–actual)[57]
- República Democràtica del Congo – President Félix Tshisekedi (2019–actual)[58]
- São Tomé i Príncipe – President Evaristo Carvalho (2016–actual)[59]
- Senegal – President Macky Sall (2012–actual)[60]
- Sierra Leone – President Julius Maada Bio (2018–actual)[61]
- Somàlia – President Mohamed Abdullahi Mohamed (2017–actual)[62]
- Somalilàndia (estat no reconegut) – President Muse Bihi Abdi (2017–actual)[63]
- Sud-àfrica – President Cyril Ramaphosa (2018–actual)[64]
- Sudan
  - President del Consell Militar de Transició Abdel Fattah al-Burhan (2019–actual)[65]
  - Primer ministre Abdalla Hamdok (2019–actual)[66]
- Sudan del Sud – President Salva Kiir Mayardit (2011–actual)[67]
- Tanzània – President John Magufuli (2015–actual)[68]
- Togo – President Faure Gnassingbé (2005–actual)[69]
- Tunísia – President Kais Saied (2019–actual)[70]
- Txad – President Idriss Deby Itno (1990–actual)[71]
- Uganda – President Yoweri Museveni (1986–actual)[72]
- Zàmbia – President Edgar Lungu (2015–actual)[73]
- Zimbàbue – President Emmerson Mnangagwa (2018–actual)[74]

#### Àsia
- Afganistan – President Ashraf Ghani (2014–actual)[75]
- Aràbia Saudita
  - Rei Salman (2015–actual)[76]
  - Príncep hereu Mohammed bin Salman (2017–actual)[76]
- Bahrain – Rei Hamad bin Isa Al Khalifa[77]
- Bangladesh
  - President Abdul Hamid (2013–actual)[78]
  - Primera ministra Sheikh Hasina (2009–actual)[79]
- Brunei – Sultan Hassanal Bolkiah (1967–actual)[80]
- Corea del Sud – President Moon Jae-in (2017–actual)[81]
- Emirats Àrabs Units
  -  Abu Dhabi – Crown Prince Mohammed bin Zayed Al Nahyan (2003–actual)[38]
- Filipines
  - President Rodrigo Duterte (2016–actual)[82]
  - Vicepresident Leni Robredo (2016–actual)[83]
- Iemen
  -  President Abdrabbuh Mansur Hadi (2012–actual)[66]
  -  Vicepresident del Consell de Transició Sud Hani bin Breik (2017–actual)[66]
- Índia
  - President Ram Nath Kovind (2017–actual)[84]
  - Primer ministre Narendra Modi (2014–actual)[85]
- Indonèsia – President Joko Widodo (2014–actual)[86]
- Iraq
  - President Barham Salih (2018–actual)[38]
  -  Regió de Kurdistan – President del Govern Regional del Kurdistan Nechervan Idris Barzani (2019–actual)[87]
- Israel
  - President Reuven Rivlin (2014–actual)[88]
  - Primer ministre Binyamín Netanyahu (2009–actual)[89]
- Japó – Primer ministre Yoshihide Suga (2020–actual)[11]
- Jordània – Rei Abd-Al·lah II (1999–actual)[66]
- Kazakhstan – President Khassim-Jomart Tokhàiev (2019–actual)[11]
- Kirguizstan – President en funcions Sadyr Japarov (2020–actual)[90]
- Kuwait
  - Emir Nawaf Al-Ahmad Al-Jaber Al-Sabah (2020–actual)[91]
  - Corona Prince Mishal Al-Ahmad Al-Jaber Al-Sabah (2020–actual)[91]
  - Primer ministre Sabah Al-Khalid Al-Sabah (2019–actual)[91]
- Líban – President Michel Aoun (2016–actual)[92]
- Malàisia – Primer ministre Muhyiddin Yassin (2020–actual)[86]
- Maldives – President Ibrahim Mohamed Solih (2018–actual)[93]
- Nepal
  - Presidenta Bidya Devi Bhandari (2015–actual)[94]
  - Primer ministre Khadga Prasad Sharma Oli (2018–actual)[95]
- Oman – Sultan Haitham bin Tariq (2020–actual)[96]
- Pakistan
  - President Arif Alvi (2018–actual)[97]
  - Primer ministre Imran Khan (2018–actual)[98]
- Palestina – President Mahmoud Abbas (2005–actual)[99]
- Qatar – Emir Tamim bin Hamad Al Thani (2013–actual)[100]
- Singapur
  - Presidenta Halimah Yacob (2017–actual)[101]
  - Primer ministre Lee Hsien Loong (2004–actual)[102]
- Sri Lanka
  - President Gotabaya Rajapaksa (2019–actual)[103]
  - Primer ministre Mahinda Rajapaksa (2019–actual)[104]
- Rep. de la Xina
  - Presidenta Tsai Ing-wen (2016–actual)[105][106]
  - Primera ministra Su Tseng-chang (2019–actual)[107]
- Tailàndia – Primer ministre Prayut Chan-o-cha (2014–actual)[108]
- Timor Oriental – Primer ministre Taur Matan Ruak (2018–actual)[109]

#### Amèrica Central
- Costa Rica – President Carlos Alvarado Quesada (2018–actual)[2]
- Guatemala – President Alejandro Giammattei (2020–actual)[110]
- Hondures – President Juan Orlando Hernández (2014–actual)[111]
- República Dominicana – President Luis Abinader (2020–actual)[112]
- El Salvador – President Nayib Bukele (2019–actual)[113]
- Panamà – President Laurentino Cortizo (2019–actual)[114]

#### Amèrica del Nord
- Antigua i Barbuda – Primer ministre Gaston Browne (2014–actual)[115]
- Bahames – Primer ministre Hubert Minnis (2017–actual)[116]
- Barbados – Primera ministra Mia Mottley (2018–actual)[117]
- Canadà
  - Governadora General Julie Payette (2017–actual)[cal citació]
  - Primer ministre Justin Trudeau (2015–actual)[118]
- Cuba – President Miguel Díaz-Canel (2019–actual)[119]
- Dominica – Primer ministre Roosevelt Skerrit (2004–actual)[120]
- Grenada – Primer ministre Keith Mitchell (2013–actual)[121]
- Haití – President Jovenel Moïse (2017–actual)[122]
- Jamaica – Primer ministre Andrew Holness (2016–actual)[11]
- Saint Kitts i Nevis – Primer ministre Timothy Harris (2015–actual)[116]
- Saint Lucia – Primer ministre Allen Chastanet (2016–actual)[123]
- Saint Vincent i les Grenadines – Primer ministre Ralph Gonsalves (2001–actual)[4]
- Trinitat i Tobago  – Primer ministre Keith Rowley (2015–actual)[116]

#### Amèrica del Sud
- Argentina – President Alberto Fernández (2019–actual)[11]
- Brasil
  - President de la Cambra de Diputats del Brasil Rodrigo Maia (2016–actual)[124]
  - Expresident Luiz Inácio Lula da Silva (2003–2011)[125]
  - São Paulo – Governor João Doria (2019–actual)[126]
  - Altres governadors, senadors, i expresidents.[127]
- Xile – President Sebastián Piñera (2018–actual, 2010–2014)[128]
- Colòmbia – President Iván Duque (2018–actual)[11]
- Equador – President Lenín Moreno (2017–actual)[129]
- Guyana – President Irfaan Ali (2020–actual)[130]
- Perú – President Martín Vizcarra (2018–2020)[11]
- Paraguai – President Mario Abdo Benítez (2018–actual)[131]
- Surinam – President Chan Santokhi (2020–actual)[132]
- Uruguai – President Luis Lacalle Pou (2020–actual)[133]
- Veneçuela[a]
  -  President Nicolás Maduro (2013–actual)[134]
  -  President Juan Guaidó (2019–actual)[134]

#### Europa
- Albània
  - President Ilir Meta (2017–actual)[135]
  - Primer ministre Edi Rama (2013–actual)[136]
- Alemanya
  - President Frank-Walter Steinmeier (2017–actual)[137]
  - Cancellera Angela Merkel (2005–actual);[118]
- Armènia
  - President Armèn Vardani Sarkissian (2018–actual)[138]
  - Primer ministre Nikol Paixinian (2018–actual)[139]
- Andorra
  - Copríncep francès Emmanuel Macron (2017–actual)[118]
  - Cap de govern Xavier Espot Zamora (2019–actual)[140]
- Àustria
  - President Alexander Van der Bellen (2017–actual)[141]
  - Canceller Sebastian Kurz (2020–actual, 2017–2019)[142]
- Bèlgica – Primer ministre Alexander De Croo (2020–actual)[118]
- Bòsnia i Hercegovina – President de la Presidència Šefik Džaferović (2020–actual)[143]
- Bulgària
  - President Rumen Radev (2017–actual)[144]
  - Primer ministre Boyko Borisov (2017–actual)[145]
- Croàcia
  - President Zoran Milanović (2020–actual)[146]
  - Primer ministre Andrej Plenković (2016–actual)[147]
- Dinamarca – Primer ministre Mette Frederiksen (2019–actual)[148]
  -  Illes Fèroe – Primer ministre Bárður á Steig Nielsen (2019–actual)[149]
- Eslovàquia
  - Presidenta Zuzana Čaputová (2019–actual)[150]
  - Primer ministre Igor Matovič (2020–actual)[150]
- Espanya – President del Govern Pedro Sánchez (2018–actual)[7]
- Estònia
  - Presidenta Kersti Kaljulaid (2016–actual)[2]
  - Primer ministre Jüri Ratas (2016–actual)[151]
- Finlàndia
  - President Sauli Niinistö (2012–actual)[2]
  - Primer ministre Sanna Marin (2019–actual);[152]
- França – President Emmanuel Macron (2017–actual);[118]
- Geòrgia
  - Presidenta Salome Zourabichvili (2018–actual)[153]
  - Primer ministre Giorgi Gakharia (2019–actual)[154]
- Grècia
  - Presidenta Katerina Sakel·laropulu (2020–actual)[155]
  - Primer ministre Kyriakos Mitsotakis (2019–actual)[118]
- Hongria
  - President János Áder (2012–actual)[156]
  - Primer ministre Viktor Orbán (2010–actual)[157]
- Irlanda
  - President Michael D. Higgins (2011–actual)[118]
  - Taoiseach Micheál Martin (2020–actual)[11]
- Islàndia
  - President Guðni Th. Jóhannesson (2016–actual)[158]
  - Primera ministra Katrín Jakobsdóttir (2017–actual)[2]
- Itàlia
  - President Sergio Mattarella (2015–actual);[159]
  - Primer ministre Giuseppe Conte (2018–actual);[7][160]
- Kosovo
  - President en funcions Vjosa Osmani (2020–actual)
  - Primer ministre Avdullah Hoti (2020–actual)[161]
- Letònia
  - President Egils Levits (2019–actual)[162]
  - Primer ministre Arturs Krišjānis Kariņš (2019–actual)[162]
- Lituània
  - President Gitanas Nausėda (2019–actual)[163]
  - Primer ministre Saulius Skvernelis (2016–actual)[164]
- Luxemburg – Primer ministre Xavier Bettel (2013–actual)[165]
- Malta
  - President George Vella (2019–actual)[118]
  - Primer ministre Robert Abela (2020–actual)[11]
- Montenegro
  - President Milo Đukanović (2018–actual, 1998–2002)[166]
  - Primer ministre-designar Zdravko Krivokapić (2020–actual)[167]
  - Primer ministre Duško Marković (2016–2020)[168]
- Macedònia del Nord
  - President Stevo Pendarovski (2019–actual)[169]
  - Primer ministre Zoran Zaev (2020–actual, 2017–2020)[170]
- Noruega – Primera ministra Erna Solberg (2013–actual)[171]
- Polònia
  - President Andrzej Duda (2015–actual)[172]
  - Ministre d'Afers Exteriors Zbigniew Rau (2020–actual)[173]
- Portugal
  - President Marcelo Rebelo de Sousa (2016–actual)[174]
  - Primer ministre António Costa (2015–actual)[175]
- Regne dels Països Baixos
  -  Països Baixos – Primer ministre Mark Rutte (2010–actual)[176]
  -  Aruba – Primera ministra Evelyn Wever-Croes (2017–actual)[177]
  -  Curaçao – Primer ministre Eugene Rhuggenaath (2017–actual)[178]
  -  Sint Maarten – Primer ministre Silveria Jacobs (2019–actual)[cal citació]
- Regne Unit
  - Primer ministre Boris Johnson (2019–actual);[118]
  -  Bermudes – Primer ministre Edward David Burt (2017–actual)[178]
  -  Escòcia – Primera ministra Nicola Sturgeon (2014–actual);[11][179]
  -  Gal·les – Primer ministre Mark Drakeford (2018–actual);[180]
  -  Gibraltar – Ministre en Cap Fabian Picardo (2011–actual)[181]
  -  Guernsey – Ministre en Cap Peter Ferbrache (2020–actual)[182]
  -  Illes Verges Britàniques – Primer ministre Andrew Fahie (2019–actual)[183]
  -  Irlanda del Nord – Primera Ministra Arlene Foster (2020–actual, 2016–2017).[184]
  -  Jersey – Ministre en Cap John Le Fondré Jr (2018–actual)[182]
- Romania
  - President Klaus Iohannis (2014–actual);[185]
  - Primer ministre Ludovic Orban (2019–actual)[186]
- Sèrbia – President Aleksandar Vučić (2017–actual);[187]
- Suècia – Primer ministre Stefan Löfven (2014–actual)[188]
- Suïssa – Presidenta Simonetta Sommaruga (2020–actual)[189]
- Txèquia
  - President Miloš Zeman (2013–actual)[190]
  - Primer ministre Andrej Babiš (2017–actual)[190]
- Ucraïna – President Volodímir Zelenski (2019–actual)[11]
- Xipre – President Nicos Anastasiades (2013–actual)[191]

#### Oceania
- Austràlia – Primer ministre Scott Morrison (2018–actual);[192][193]
  - Primer ministre de Victòria Daniel Andrews (2014–actual)[11]
  -  Primera ministra de Queensland Annastacia Palaszczuk (2015–actual)[194]
- Micronèsia – President David W. Panuelo[195]
- Fiji – Primer ministre Frank Bainimarama (2007–actual);[196]
- Nova Zelanda – Primer ministre Jacinda Ardern (2017–actual)[11]
  -  Illes Cook – Primer ministre Mark Brown (2020–actual)[197]
- Papua Nova Guinea – Primer ministre James Marape (2019–actual)[198]

### Altres reaccions
- Belarús
  - El Govern d'Aleksandr Lukaixenko va declarar que les eleccions presidencials dels Estats Units eren una burla a la democràcia i va qüestionar si l'OSCE demanaria unes altres eleccions als Estats Units tal com ho va fer a Belarús en resposta a les controvertides eleccions en aquest país.[199] El president Lukaixenko va declarar que creia que la relació bilateral entre Belarús i els Estats Units no canviaria fos quin fos el resultat de les eleccions.[200]
  - La líder opositora Sviatlana Tsikhanòuskaia, en canvi, va felicitar Biden, escrivint: "És un honor per a mi felicitar Joe Biden, president electe dels Estats Units d'Amèrica, i a Kamala Harris, vicepresidenta electe, pel seu històric assoliment. El poble belarús i jo personalment els agraïm la seva solidaritat i esperem amb interès la nostra futura cooperació!".[201] Més tard es va informar que Tsikhanouskaya està buscant el suport de Biden contra la repressió de l'oposició anti-Lukaixenko.[202]
- Eslovènia
  - El Primer Ministre Janez Janša (2020–actual); va felicitar Trump el 4 de novembre, afirmant que "era bastant clar que el poble estatunidenc ha triat a Donald Trump i Mike Pence per quatre anys més", i va continuar sent l'únic líder mundial que ho va fer mentre que els mitjans de comunicació van projectar la victòria electoral de Biden el 7 de novembre.[38][203] Més tard va condemnar les eleccions, acusant els demòcrates de frau electoral massiu.[204]
  - El President Borut Pahor va felicitar Biden el 7 de novembre per la seva victòria, contradient directament la postura del govern eslovè sobre les eleccions.[205]
- Estònia
  - La Presidenta Kersti Kaljulaid i el Primer Ministre Jüri Ratas van felicitar Biden per la seva victòria,[151][206] encara que el Ministre de l'Interior, Mart Helme, membre del partit d'extrema dreta Partit Popular Conservador, va declarar que la victòria de Biden era fraudulenta i va afirmar que els resultats de les eleccions havien estat falsificats. Helme va advertir als estonians que Amèrica podria submergir-se en una segona guerra civil.[16] Helme va dimitir del Ministeri de l'Interior poc degut aquestes declaracions anti-Biden. El Primer Ministre Ratas va reconèixer la decisió de Helme de dimitir, declarant: "Els Estats Units són el nostre major aliat i soci estratègic i tots els membres del govern estonià han de contribuir a mantenir i enfortir les relacions aliades entre Estònia i els EUA". En la situació actual, la dimissió de Mart Helme és l'única opció possible perquè el govern continuï el seu treball i persegueixi els seus objectius de política exterior".[207]
- Iran
  - El Líder suprem Ali Khamenei (1989–actual); Khanenei no va felicitar ni a Biden ni a Trump, sinó que va optar per condemnar la democràcia occidental afirmant: "La situació als EUA ... el que ells mateixos diuen sobre les seves eleccions és un espectacle! Aquest és un exemple de la lletja cara de la democràcia liberal als EUA Independentment del resultat, una cosa és absolutament clara, la definitiva decadència política, civil i moral del règim estatunidenc".[208]
  - El President Hassan Rouhani (2013–actual); Rouhani no va felicitar Biden però va dir que la victòria de Biden és una oportunitat perquè el pròxim govern dels EUA compensi els errors del passat i torni a la senda de l'adhesió als compromisos internacionals respecte a les normes mundials.[209]
  - El Ministre d'Afers Exteriors Javad Zarif (2013–actual); Zarif va reconèixer el resultat de l'elecció i va esperar que la nova administració "accepti el multilateralisme, la cooperació i el respecte a la llei".[209]
- Turquia
  - Després de la moderació inicial, el president Recep Tayyip Erdoğan (2014–actual) va felicitar Biden.[210] Es va especular que la moderació havia sigut degut un vídeo que havia aparegut prèviament a l'agost en el qual Joe Biden deia que faria costat als líders de l'oposició en el seu intent de destituir el president; la qual cosa fou condemnat tant pel govern com pels dirigents opositors com una "intervenció en els assumptes interns de Turquia".[211][212]
  - Ara bé, el líder de l'oposició Kemal Kılıçdaroğlu va tuitejar; "Volia felicitar Joe Biden per la seva elecció com el 46è President dels Estats Units d'Amèrica i a Kamala Harris com a vicepresidenta". Espero amb interès l'enfortiment de les relacions turc-americanes i la nostra aliança estratègica".[213]
  - El vicepresident d'Erdoğan, Fuat Oktay (2018–actual), declararia més tard que les relacions turc-americanes no canviarien sota una presidència de Biden, i va demanar al president electe que extradís a Fethullah Gülen i posés fi al suport americà als militants kurds a Síria.[66]
- R.P. de la Xina
  - El portaveu del Ministeri d'Afers Exteriors Wang Wenbin va declarar que el govern xinès no felicitaria encara a Biden ja que encara falta el reconeixement legal de la seva victòria.[214] Segons el Wang, "Hem sabut que el Sr. Biden s'ha declarat [a si mateix] el guanyador de les eleccions. Entenem que el resultat es declararà sota la llei estatunidenca i es tractarà [la qüestió] d'acord amb la norma internacional".[215][216]
- Rússia
  - El govern rus no va felicitar ni a Biden ni a Trump, mencionant que els resultats encara no són oficials. El Cap adjunt de l'Estat Major, Dmitry Peskov, va declarar: "Considerem correcte esperar que s'ultimin els resultats oficials. Vull recordar-los que el President Putin va dir repetidament que respectarà l'elecció del poble americà".[215]
- Mèxic
  - El president Andrés Manuel López Obrador (2018–actual) va declarar el 7 de novembre, en resposta a la pregunta d'un periodista, que "esperarem fins que es resolguin tots els assumptes legals", afegint que Trump ha estat "molt respectuós amb nosaltres"[38] i que Mèxic tenia bones relacions tant amb Biden com amb Trump.[217]

## Països Catalans
- Catalunya - El conseller d'Acció Exteriors Bernat Solé i Barril felicita a Biden i Harris.[218]
- L'expresident Carles Puigdemont i president de Junts per Catalunya.[219][220]

## Altres
- País Basc - El lehendakari Iñigo Urkullu i el govern basc felicita al Biden i el Partit Democràta. Va afegir que «comença una nova etapa en la qual desitgem que es reforcin les relacions transatlàntiques i el multilateralisme»[221]
- L'alcalde de Londres Sadiq Khan.[222]
- L'alcaldessa de París Anne Hidalgo.[223]
- Espanya:
  - La presidenta de Ciutadans Inés Arrimadas.[224]
  - El vicepresident segon del govern espanyol i líder del partit Podemos Pablo Iglesias.
  - El partit polític d'extrema dreta Vox.